# Brevis esse laboro, obscurus fio

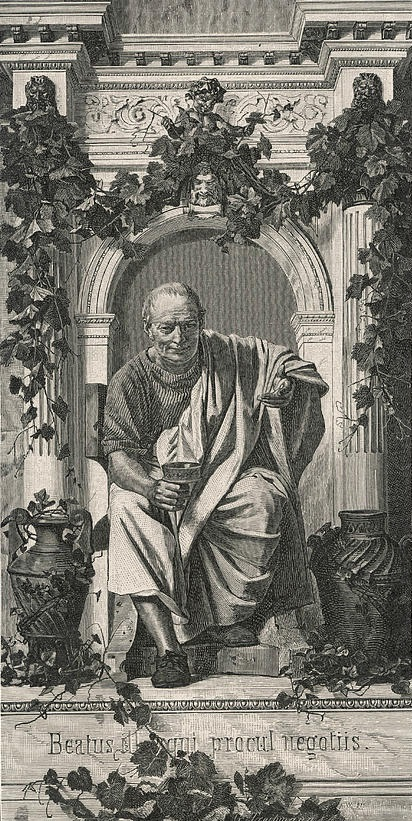
Brevis esse laboro, obscurus fio é uma frase em latim que significa "Esforço-me por ser breve, e fico obscuro". A frase é atribuída ao escritor romano Horácio, em Ars Poetica, 25-26. A frase, em outras palavras, significa que a concisão é muitas vezes o resultado do menor clareza.